# Rolnictwo w Australii
     klimat równikowy
     klimat tropikalny
     klimat subtropikalny
     klimat pustynny
     klimat stepowy
     klimat umiarkowany

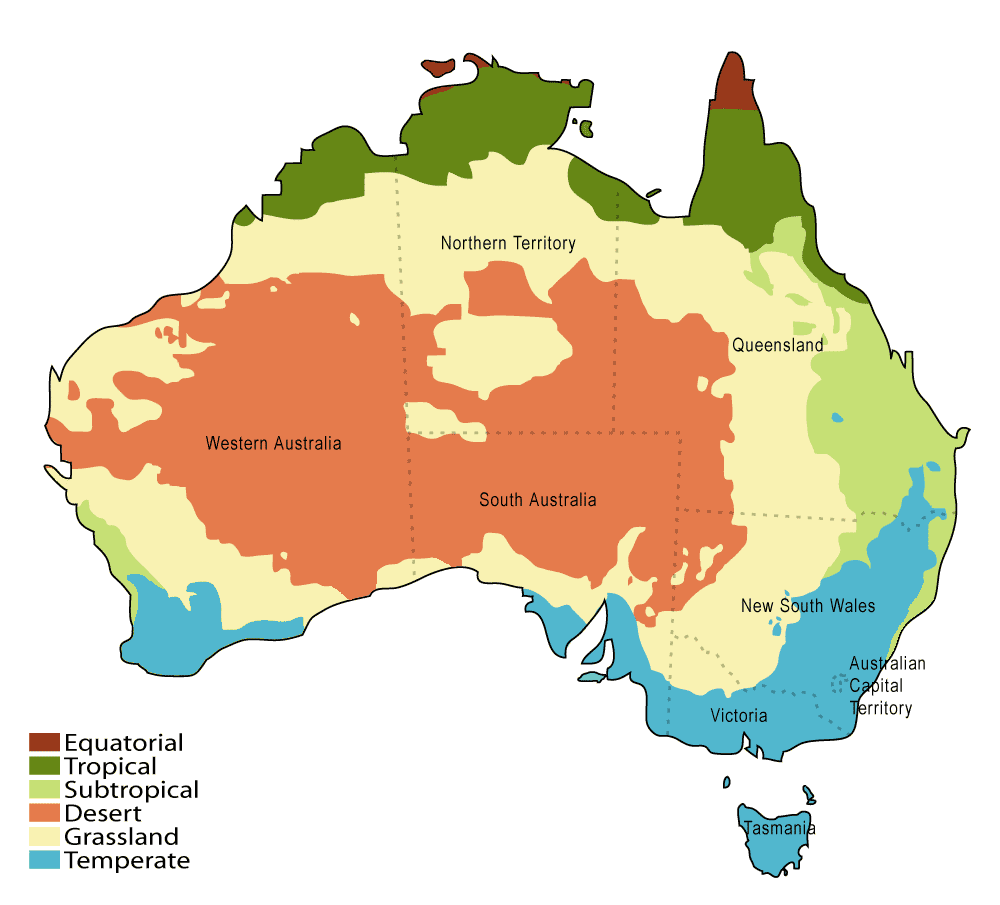
Mapa klimatyczna Australii
klimat równikowy
klimat tropikalny
klimat subtropikalny
klimat pustynny
klimat stepowy
klimat umiarkowany

Rolnictwo w Australii – jeden z głównych sektorów gospodarki Australii. Tereny rolnicze kraju zajmują 385 mln ha (3 850 000 km²), co stanowi około połowę powierzchni kraju, przy czym największy udział mają w powierzchni stanów Queensland (79%) i Nowa Południowa Walia (72%). Pod koniec XX wieku grunty orne stanowiły około 5% powierzchni kraju, a łąki i pastwiska około 57%. Australia wyróżnia się najwyższym wskaźnikiem obszaru żywicielskiego – na jednego mieszkańca przypadało na przełomie XX i XXI wieku 2,65 ha, przy średniej na świecie wynoszącej 0,26 ha. Wartość produkcji rolniczej w Australii w 2014–2015 osiągnęła 54 mld dolarów, co stanowi około 3,7% PKB tego kraju.
W rolnictwie stosuje się zarówno nawadnianie, jak i metody upraw na ziemiach suchych. Według Commonwealth Scientific and Industrial Research Organisation (CSIRO) zmiany klimatu zmniejszą ilość opadów na terenach Australii i pogorszą tym samym warunki dla rozwoju rolnictwa.
Można wyróżnić trzy główne strefy:
- strefa o dużej ilości opadów w Tasmanii i w pobliżu wybrzeży – produkcja głównie mleka, wołowiny i baraniny;
- strefa pszenicy/owiec – hodowla owiec, bydła, uprawa pszenicy i innych zbóż;
- strefa pasterska – największa strefa obejmująca suche tereny Terytorium Północnego, Queensland, Nowej Południowej Walii i Australii Zachodniej. Działalność rolnicza w tej strefie jest znikoma. Hoduje się tu głównie owce z przeznaczeniem na produkcję wełny, a w mniejszym stopniu bydło[7].

Australia jest zwolennikiem liberalizacji światowego rynku produktów rolniczych. Jest jednym z krajów założycielskich Grupy Cairns, organizacji sprzeciwiającej się dopłatom rolniczym. Poziom subwencji rolniczych w Australii jest jednym z najniższych wśród krajów rozwiniętych.

## Uprawy
rybołówstwo
     hodowla i pasterstwo bydła
     leśnictwo
     warzywnictwo i sadownictwo
     hodowla i pasterstwo owiec
     uprawa zbóż z hodowlą zwierząt
     brak wykorzystania rolniczego
     inna hodowla
     akwakultura

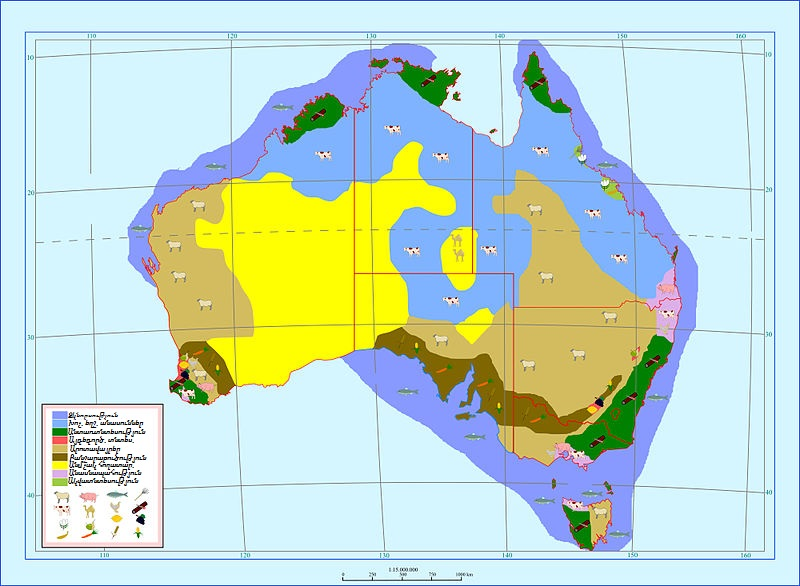
Mapa rolnicza Australii
rybołówstwo
hodowla i pasterstwo bydła
leśnictwo
warzywnictwo i sadownictwo
hodowla i pasterstwo owiec
uprawa zbóż z hodowlą zwierząt
brak wykorzystania rolniczego
inna hodowla
akwakultura

W Australii największą wartość produkcji i największe areały upraw spośród zbóż zajmuje pszenica. Kraj ten jest też jednym z największych na świecie eksporterów cukru z trzciny cukrowej. Poza tym uprawia się owoce tropikalne takie jak ananas, mango, papaja, awokado, orzechy makadamii, marakuja, cytrusy. Około 50% światowego legalnego opium dla przemysłu farmaceutycznego produkuje się na Tasmanii.
Znaczne obszary w centralnej Australii nie są wykorzystywane rolniczo. Większość obszarów wykorzystywanych rolniczo jest przeznaczone na hodowlę i pasterstwo bydła i owiec. To pierwsze głównie na północy kraju i w dorzeczu jeziora Eyre (choć ono samo i jego bezpośrednie okolice nie nadają się do wykorzystania), to drugie na południowym zachodzie i południowym wschodzie. W wilgotniejszych regionach (bliżej oceanów) hodowla jest połączona z uprawą zbóż. Na wschodnich wybrzeżach Queenslandu są plantacje roślin tropikalnych, głównie trzciny cukrowej.

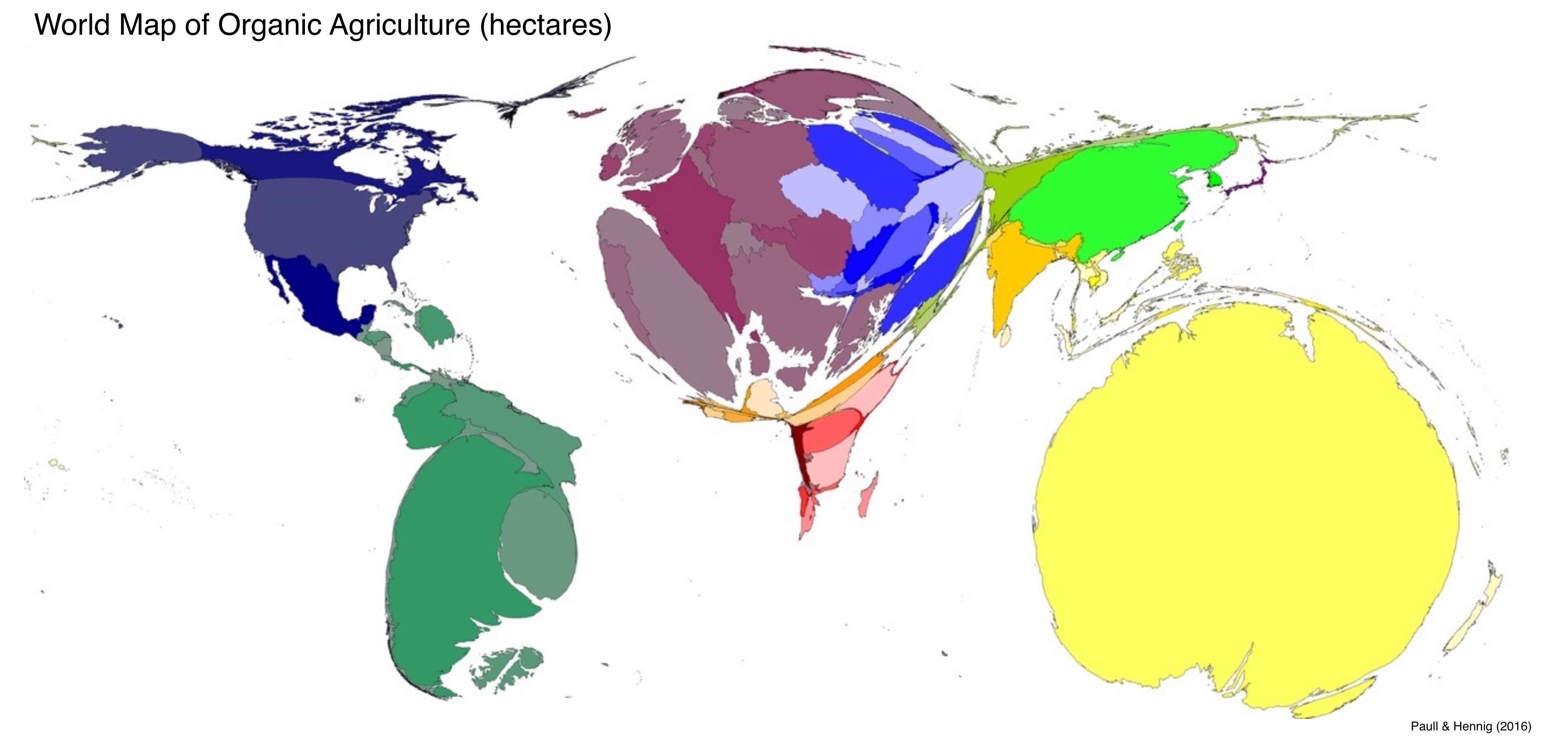
Mapa rolnictwa ekologicznego na świecie

Australia jest światowym liderem w rolnictwie ekologicznym. Znajduje się tu ponad 17 mln hektarów certyfikowanych upraw prowadzonych zgodnie z zasadami rolnictwa ekologicznego. Stanowi to 39,3% powierzchni takich upraw na całym świecie.
W latach 1996–2007 miał miejsce ogromny wzrost eksportu australijskiego wina. W 2015 wyniósł on 2,1 mld dolarów australijskich. Najpowszechniej uprawianymi szczepami winorośli są shiraz, chardonnay i cabernet sauvignon.
W Australii produkuje się również znaczne ilości bawełny. Rośliny są genetycznie modyfikowane (bawełna Bt), zawierają gen kodujący toksynę Bt, która jest bioinsektycydem. Około 90% bawełny jest produkowane z użyciem nawadniania.
| Uprawa                         | Wartość [mln AUD] |
| ------------------------------ | ----------------- |
| pszenica                       | 7 124             |
| owoce (bez winogron) i orzechy | 3 512             |
| warzywa                        | 3 350             |
| jęczmień                       | 2 417             |
| rzepak                         | 1 782             |
| trzcina cukrowa                | 1 305             |
| winogrona                      | 1 108             |
| bawełna                        | 958               |
| całkowita wartość upraw        | 26 758            |

## Produkcja zwierzęca

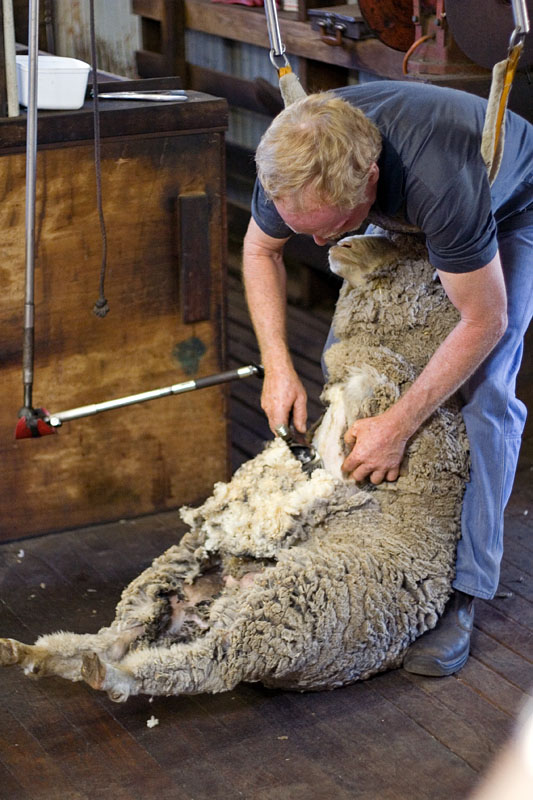
Strzyżenie owiec w Australii Zachodniej

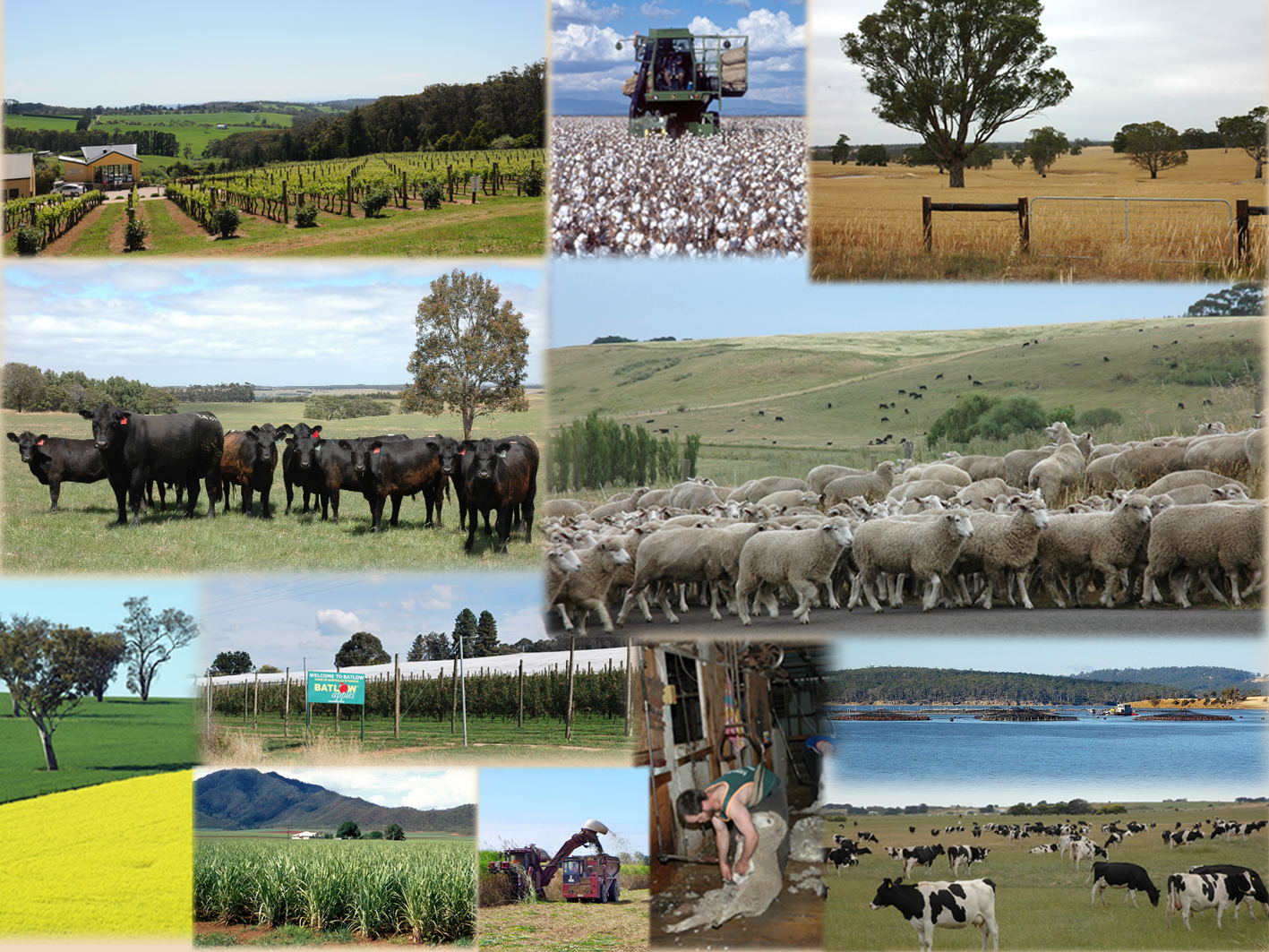
Rolnictwo w Australii

Australia pod koniec XX wieku miała największe na świecie pogłowie owiec, co wiązało się z największą produkcją wełny. Wśród owiec najwięcej hoduje się merynosów. Hodowla bydła jest również znacząca. Australia jest trzecim co do wielkości eksporterem wołowiny na świecie. W hodowli owiec obecna jest tendencja przechodzenia z produkcji wełny na produkcję baraniny. Najwyższej jakości wełna może otrzymać oznaczenie Woolmark ustanowione przez australijską organizację Woolmark Company.
Eksportuje się również langusty, jadalne ślimaki morskie – słuchotki, krewetki, tuńczyki, łososie.
| Przedmiot produkcji lub hodowli        | Wartość [mln AUD] |
| -------------------------------------- | ----------------- |
| bydło                                  | 11 531            |
| mleko                                  | 4 722             |
| owce                                   | 3 296             |
| wełna                                  | 2 676             |
| drób                                   | 2 610             |
| trzoda chlewna                         | 1 149             |
| jaja                                   | 729               |
| całkowita wartość produkcji zwierzęcej | 26 867            |

Eksport zbóż z Australii w skali trzech miesięcy w milionach dolarów od 1969
Eksport wełny i skór owczych z Australii w skali trzech miesięcy w milionach dolarów od 1969
Eksport mięsa z Australii w skali trzech miesięcy w milionach dolarów od 1969
Zatrudnienie w rolnictwie w Australii od 1984 (w tysiącach osób)

## Ludność rolnicza
Rejestrowane jest stałe zmniejszanie się udziału osób zatrudnionych w rolnictwie. W 1970 w sektorze tym pracowało 373 tys. osób stanowiących 7% ludności czynnej zawodowo. W 1980 było ich 380 tys. i stanowili 5,6%, w 1990 – 463 tys. i 5,2%, w 1998 – 447 tys. i 4,1%. Ogółem liczba ludności rolniczej w 1998 roku wynosiła 880 tys. – 4,8% ludności ogółem.